# Гарт Енис
Гарт Енис (енгл. Garth Ennis; рођен 16. јануара, 1970. у Холивуду, Северна Ирска) је северноирски стрип-сценариста, најпознатији по серији Проповедник (енгл. Preacher) за издавачку кућу Вертиго и по деветогодишњем раду на Марвеловом стрипу Панишер (енгл. Punisher). На „Проповеднику“ је сарађивао са цртачима Стивом Дилоном, Гленом Фабријем и Карлосом Ескером, а на „Хитмену“ (енгл. Hitman) са Ескером и Џоном Макрејем.
Његове сценарије карактеришу црни хумор и сцене експлицитног насиља.